# Алгабас (Кумарыкский сельский округ)
Алгабас (каз. Алғабас) — село в Рыскуловском районе Жамбылской области Казахстана. Входит в состав Кумарыкского сельского округа. Код КАТО — 315041200.

## Население
В 1999 году население села составляло 535 человек (294 мужчины и 241 женщина). По данным переписи 2009 года, в селе проживало 565 человек (288 мужчин и 277 женщин).